# Parafia Wszystkich Świętych w Kąkolewie
Parafia Wszystkich Świętych w Kąkolewie – parafia rzymskokatolicka, znajdująca się w archidiecezji poznańskiej, w dekanacie rydzyńskim. 